# 오태양 (인권운동가)
오태양(1975년 10월 26일 ~ )는 대한민국의 남성 정치인 및 인권운동가이다.

## 약력
- 평화재단 평화교육원 교육국장
- 한국 JTS 인도개발사업부 부장
- 좋은벗들 통일사업부 부장
- 청년통일네트워크 대표
- 21세기 진보학생연합 대표
- 북한동포직접돕기운동 전국순례단 집행위원장
- 우리미래 비상대책위원장

## 역대 선거 결과
|  | 0.34% |

|  | 1.46% |

|  | 0.13% |